# Qingdao Eagles
Los Qingdao Guoxin Haitian Eagle Club, también conocidos como Qingdao Eagles (en chino 青岛国信海天雄鹰篮球俱乐部) son un equipo de baloncesto de la Chinese Basketball Association con sede en la ciudad de Qingdao. Como jugador destacado tenía entre la plantilla a Tracy McGrady en la temporada 2012/13.

## Pabellones
- Qingdao University Gymnasium

### Números retirados
| Números retirados por Qingdao Eagles |                           |               |          |            |                 |
| N.º                                  | Nat.                      | Jugador       | Posición | Temporadas | Fecha ceremonia |
| 1                                    | Bandera de Estados Unidos | Tracy McGrady | SG       | 2012–2013  | 8-8-2015        |

### Jugadores destacados
- Jonathan Gibson
- Alan Williams
- Torraye Braggs
- Dee Brown
- Justin Dentmon
- Hamed Haddadi
- Mike Harris
- Ivan Johnson
- D.J. Mbenga
- Amal McCaskill
- Tracy McGrady NR
- Olumide Oyedeji
- Chris Williams